# Bäckaskogs församling
Bäckaskogs församling var en församling i Fjälkinge pastorat i Villands och Gärds kontrakt i Lunds stift. Församlingen låg i Kristianstads kommun i Skåne län. Församlingen uppgick 2022 i en nybildad Fjälkinge församling.  

## Administrativ historik
En tidigare församling med samma namn fanns under den danska tiden under 1500-talet vid Bäckaskogs kloster. Den var till 1635 moderförsamling i pastoratet Bäckaskog och Kiaby församling, vari den uppgick 1635.
2002 bildades församlingen åter genom sammanslagning av Trolle-Ljungby församling, Ivö församling och Kiaby församling och ingick därefter i Fjälkinge pastorat. Församlingen uppgick 2022 i en nybildad Fjälkinge församling. 

## Kyrkoherdar
| Ämbetstid | Namn                | Levnadstid | Övrigt |
| --------- | ------------------- | ---------- | ------ |
| 1567      | Magnus Johannis     |            | Pastor |
| 1575      | Paulus Christofferi |            | Pastor |
| 1584      | Jörgen Andersen     |            | Pastor |
| 1610      | Anders Knudsen      |            | Pastor |
| 1617–1618 | Zacharias Pauli     |            | Pastor |
|           | Nils                |            | Pastor |
| 1624–1630 | Christen Söffrensen |            | Pastor |

## Kyrkor
- Bäckaskogs slottskapell
- Ivö kyrka
- Kiaby kyrka
- Trolle-Ljungby kyrka